# Erfenis (boek)
Erfenis is het vierde en laatste boek in de epische fantasyserie Het Erfgoed van de Amerikaanse schrijver Christopher Paolini. Erfenis is het vervolg op Eragon, Oudste en Brisingr.
Het Erfgoed was oorspronkelijk bedoeld als een trilogie, maar in 2007 besliste Paolini dat de verhaallijnen te complex en uitgebreid waren om in één laatste boek af te ronden, waarna een vierde deel aan de serie werd toegevoegd. Op 23 maart 2011 berichtte Random House over de publicatiedatum, titel en omslag van Erfenis.
Het boek is verschenen op 17 november 2011. Na de verschijning van het boek heeft Paolini gezegd dat hij nog meerdere boeken over Alagaësia wil gaan schrijven.

## Inhoud
Erfenis begint met de belegering van de Varden op de stad Belatona. Gedurende de strijd wordt Saphira bijna gedood door een Dauthdaert, een speer van de Elfen, speciaal gemaakt om draken te doden. Deze speer, genaamd Niernen, was al sinds de Drakenoorlogen niet meer gezien. De
Varden nemen snel daarna Belatona in en vormen een alliantie met de weerkatten.
Na de belegering wordt Roran naar de stad Aroughs gestuurd, welke hij binnen vier dagen moet innemen. Dit lijkt onmogelijk, maar door een risicovol, maar uiteindelijk ook succesvol plan, lukt het hem toch. Na dit succes vertrekt hij weer naar de Varden, die inmiddels de stad Dras Leona aan het belegeren zijn. Murtagh en zijn draak Thoorn bevinden zich in de stad, waardoor de Varden geen directe aanval op de stad kunnen uitvoeren. Jeod vindt dan een geheime tunnel die tot binnen in de stad leidt. Eragon gaat samen met een kleine groep, bestaande uit Arya, Angela, Solembum en een elf genaamd Wyrden de stad binnen. De tunnels blijken gebruikt te worden door de priesters van de Helgrind. Na een gevecht worden Eragon en Arya gevangengenomen, Wyrden wordt gedood en Angela en Solembum verdwijnen. De priesters van de Helgrind zijn kwaad op Eragon, omdat hij hun goden, de Ra'zac, gedood heeft en willen Eragon en Arya daarom voeren aan twee nieuwe Ra'zac eieren. Angela en Solembum verschijnen plotseling en redden hen, waarna Eragon de stadspoorten kan openen en Murtagh en Thoorn kan verslaan. Midden in de nacht, terwijl veel van de Varden de overwinning vieren, vallen Murtagh en Thoorn de stad aan en ontvoeren Nasuada. Eragon wordt als nieuwe leider van de Varden aangesteld.
Nu alle hoop verloren lijkt, herinnert Eragon Solembums raad over de Kluis der Zielen en de Rots van Kuthian. Hij roept de weerkat bij zich, maar krijgt geen verdere informatie uit de kat, omdat Solembum verder niets weet. Gedurende het gesprek raakt Solembum in een trance en vertelt een stem Eragon de paginanummers uit een boek. Hierdoor komt Eragon erachter dat de rots zich bevindt op Vroengard. Eragon vertelt Glaedr over zijn bevindingen, maar de draak vergeet alles wat Eragon vertelt direct. Eragon realiseert zich dat er magie moet zijn, die iedereen behalve hemzelf en Saphira alles over de rots doet vergeten. Nadat Eragon dit duidelijk heeft gemaakt vertrekken Eragon, Saphira en Glaedr naar Vroengard.
Op het eiland komen Eragon en Saphira erachter dat ze hun ware namen moeten zeggen om de Rots van Kuthian te openen. Na enkele dagen komen ze achter hun ware namen en openen de rots. In de rots vinden ze een schuilplaats waar vele Eldunarí en drakeneiren liggen. Umaroth, de draak van de laatste leider van de Rijders, vertelt hen wat er gebeurd is en waarom ze zich verscholen hebben. Met een groot gedeelte van de Eldunarí reist Eragon naar Urû'baen, waar de Varden, de Elfen en de dwergen bezig zijn plannen te maken voor een belegering.
Eragon en Saphira bereiken Urû'baen voor de strijd begint. De Eldunarí laten zichzelf zien aan de leiders van de volkeren en samen plannen ze de aanval. De Varden vallen de stad aan, terwijl Eragon en Saphira, de elf elfen onder leiding van Blödhgarm, Elva en Arya de citadel binnendringen. Ze bereiken de troon van Galbatorix na het ontwijken van vele vallen. Galbatorix houdt hen tegen en vertelt hen dat hij de ware naam van de oude taal (het Woord) weet. Met dit woord kan hij de magie beheersen en veranderen. Galbatorix dwingt Eragon en Murtagh te vechten, alleen gebruikmaken van hun zwaard. Gedurende dit gevecht verandert de ware naam van Murtagh, waardoor hij niet langer gebonden is aan Galbatorix. Eragon wint het gevecht van Murtagh, maar hierna valt Murtagh met het Woord de koning aan en vernietigt zijn schilden. Galbatorix weerstaat de aanval echter en valt Eragon geestelijk aan terwijl Saphira en Thoorn Galbatorix' draak Shruikan aanvallen. Gebruikmakend van de wijsheid en energie van de Eldunarí lukt het Eragon om een spreuk te vormen waarmee hij Galbatorix zijn misdaden laat begrijpen. Ook voelt Galbatorix hierdoor het leed dat hij anderen heeft aangedaan. Galbatorix pleegt zelfmoord, iets wat een enorme explosie veroorzaakt, die een gedeelte van de stad in puin legt. Eragon kan zichzelf en de rest van de groep beschermen door de energie uit de Eldunarí. Ondertussen doodt Arya Shruikan met de Dauthdaert.
Murtagh en Thoorn, gebroken van hun eed aan Galbatorix, vertrekken naar het noorden, waar ze de tijd willen nemen om tot zichzelf te komen. Voordat ze weggaan leert Murtagh Eragon het Woord. Nasuada wordt de nieuwe koningin over Alagaësia en Arya vervangt Islanzadi als koningin, die gedood is in de strijd. Uiteindelijk wordt Arya ook een Rijder, omdat het groene ei voor haar uitkomt. Ze noemt haar draak Fírnen. Eragon vernieuwt het pact tussen de Rijders en de Draken om ook de Urgals en de dwergen Rijders te kunnen laten worden. Daarna komt hij tot de conclusie dat er in Alagaësia geen veilige plek is om de draken te trainen en daarom vertrekt hij uit Alagaësia naar het oosten, samen met Saphira, de Eldunarí, het grootste gedeelte van de eieren en een groep elfen. Twee drakeneieren blijven in Alagaësia, zodat een dwerg en een Urgal Rijder kunnen worden. De toekomstige Rijders zullen allen naar Eragon's nieuwe plek reizen, terwijl er ondertussen ook nieuwe eieren teruggestuurd zullen worden.